# Premier Division (Sudafrica)
La Premier Division, nota anche come Betway Premiership per ragioni di sponsorizzazione, è la massima divisione del campionato sudafricano di calcio. Talvolta è chiamata impropriamente Premier Soccer League, essendo gestita dall'ente omonimo, che gestisce le divisioni professionistiche del paese.

## Formula
La competizione è composta da 16 squadre. Nel corso della stagione (che di solito dura da agosto a maggio) le squadre si incontrano due volte, come nel girone all'italiana, per un totale di trenta giornate. Tre punti vengono assegnati per la vittoria, uno per il pareggio e zero punti per la sconfitta.

## Storia
La lega è stata fondata nel 1996 dopo un accordo tra la National Soccer League, disputatasi dal 1985, e la National Professional Soccer League, torneo tenutosi dal 1971 al 1995 sotto varie forme.
Dopo la fine della stagione 2001-2002, per evitare congestioni, la lega è passata da 18 a 16 squadre, con lo scioglimento di due compagini, i Ria Stars e i Free State Stars.
Nel 2004 uno scandalo di partite truccate scosse il calcio sudafricano. Nel giugno dello stesso anno la polizia sudafricana aprì un'indagine denominata "Operazione Dribble". Vennero arrestate più di 40 persone, da capi di club a commissari, arbitri e loro assistenti.
Nel 2007 la PSL ha firmato un accordo televisivo con SuperSport TV del valore di 1,6 miliardi di rand. È il più grande accordo sportivo nella storia del Sudafrica e ha portato la Premier Division tra i primi 15 campionati al mondo in termini di onerosità degli accordi di trasmissione commerciale. Nello stesso anno l'ABSA divenne il nuovo sponsor della competizione, prendendo il posto della Castle Lager.
Dal maggio 2019 il campionato è classificato come il sesto migliore in Africa secondo il ranking quinquennale della CAF.

## Le squadre
Sono 48 le squadre ad aver preso parte ai 30 campionati di Premier Division a girone unico che sono stati disputati a partire dal 1996-97 fino alla stagione 2025-26 (della quale si riportano in grassetto le squadre partecipanti):
- 30 volte:  Kaizer Chiefs,   M. Sundowns  Orlando Pirates
- 29 volte:  SuperSport Utd
- 24 volte:  Golden Arrows
- 23 volte:  Moroka Swallows
- 22 volte:  Bidvest  Wits,  Bloemfontein Celtic,  Cape Town Spurs
- 22 volte:  AmaZulu
- 19 volte:  Free State Stars
- 17 volte:  Durban City
- 15 volte:  Jomo Cosmos,  Santos Cape Town
- 14 volte:  Platinum Stars
- 13 volte:  Chippa United
- 11 volte:  Black Leopards
- 10 volte: Polokwane City
- 9 volte:  Bush Bucks,  Cape Town City,  Manning Rangers
- 8 volte:  Hellenic
- 7 volte:  Stellenbosch,  TS Galaxy
- 6 volte:  Baroka,  Mpumalanga Black Aces
- 5 volte:  Dynamos,  Sekhukhune United
- 4 volte:  African Wanderers,  Tembisa Classic,  University of Pretoria,  Marumo Gallants,  Richards Bay
- 3 volte:  Royal AM[2],  Highlands Park,  Vaal Professionals
- 2 volte:  Real Rovers,  Ria Stars,  Thanda Royal Zulu,  Magesi
- 1 volte:  Bay United,  Benoni Premier Utd,  Michau Warriors,  Mother City,  Seven Stars,  Tshakhuma,  Vasco da Gama,  Orbit College,  Siwelele

## Presidenti e denominazioni

### Presidenti
- Trevor Phillips (1996-1998)
- Joe Ndlela (1998-2000)
- Robin Petersen (2000-2001)
- Trevor Phillips (2002-2007)
- Kjetil Siem (2007-2010)
- Zola Majavu (2011)
- Stanley Matthews (2012)
- Cambridge Mokanyane (2013)
- Brand de Villers (2013-2015)
- Mato Madlala (2016-)

### Denominazioni
- Castle Premiership (-2007)
- ABSA Premiership (2007-2020)
- DStv Premiership (2020-2024)
- Betway Premiership (2024-)[3]

## Diritti televisivi
La Premier Soccer League (PSL) ha firmato un accordo quinquennale di 277 milioni di dollari per i diritti televisivi al canale satellitare sudafricano SuperSport, gestito dal colosso dei media Naspers. L'accordo è stato rinnovo negli anni successivi fino al 2022. Trasmettendo circa sette partite di calcio in diretta a settimana, SuperSport ha venduto i diritti di alcune partite alla rete televisiva statale, la South African Broadcasting Corporation (SABC).
La squadra vincitrice e la seconda classificata accedono alla CAF Champions League, mentre la terza e la vincitrice della Nedbank Cup accedono alla CAF Confederation Cup.
L'ultima classificata retrocede in National First Division e viene sostituita dalla prima classificata in tale divisione. Il club in 15ª posizione deve giocare un minicampionato contro la seconda e la terza della Nation First Division. La vincitrice di questo minitorneo guadagna l'accesso alla South African Premier League dell'anno seguente.

## Albo d'oro
- 1996-1997:  Manning Rangers (1º)
- 1997-1998:  M. Sundowns (1º)
- 1998-1999:  M. Sundowns (2º)
- 1999-2000:  M. Sundowns (3º)
- 2000-2001:  Orlando Pirates (1º)
- 2001-2002:  Santos Cape Town (1º)
- 2002-2003:  Orlando Pirates (2º)
- 2003-2004:  Kaizer Chiefs (1º)
- 2004-2005:  Kaizer Chiefs (2º)
- 2005-2006:  M. Sundowns (4º)
- 2006-2007:  M. Sundowns (5º)
- 2007-2008:  SuperSport Utd (1º)
- 2008-2009:  SuperSport Utd (2º)
- 2009-2010:  SuperSport Utd (3º)
- 2010-2011:  Orlando Pirates (3º)
- 2011-2012:  Orlando Pirates (4º)
- 2012-2013:  Kaizer Chiefs (3º)
- 2013-2014:  M. Sundowns (6º)
- 2014-2015:  Kaizer Chiefs (4º)
- 2015-2016:  M. Sundowns (7º)
- 2016-2017:  Bidvest  Wits (1º)
- 2017-2018:  M. Sundowns (8º)
- 2018-2019:  M. Sundowns (9º)
- 2019-2020:  M. Sundowns (10º)
- 2020-2021:  M. Sundowns (11º)
- 2021-2022:  M. Sundowns (12º)
- 2022-2023:  M. Sundowns (13º)
- 2023-2024:  M. Sundowns (14º)
- 2024-2025:  M. Sundowns (15º)

## Vittorie per squadra
| Club             | Vittorie | Anni |
| ---------------- | -------- | --- |
| M. Sundowns      | 15       | 1997-1998, 1998-1999, 1999-2000, 2005-2006, 2006-2007, 2013-2014, 2015-2016, 2017-2018, 2018-2019, 2019-2020, 2020-2021, 2021-2022, 2022-2023, 2023-2024, 2024-2025 |
| Kaizer Chiefs    | 4        | 2003-2004, 2004-2005, 2012-2013, 2014-2015 |
| Orlando Pirates  | 4        | 2000-2001, 2002-2003, 2010-2011, 2011-2012 |
| SuperSport Utd   | 3        | 2007-2008, 2008-2009, 2009-2010 |
| Manning Rangers  | 1        | 1996-1997 |
| Santos Cape Town | 1        | 2001-2002 |
| Bidvest Wits     | 1        | 2016-2017 |

## Record
- Maggior presenze: 30 stagioni Kaiser Chiefs, Mamelodi Sundowns, Orlando Pirates
- Maggior numero di titoli: 15 – Mamelodi Sundowns
- Vittoria più larga: 8–1, SuperSport United vs Zulu Royals (2003-2004), 8-1 Orlando Pirates vs Magesi (2024-2025)
- Maggior numero di partite vinte: 373 – Mamelodi Sundowns
- Maggior numero di partite pareggiate: 154 – Orlando Pirates
- Maggior numero di partite perse: 184 – Cape Town Spurs
- Maggior numero di goal realizzati in una stagione: 73 – Kaizer Chiefs (1998-1999)
- Maggior numero di goal subiti in una stagione: 85 – Mother City (1999-2000)
- Maggior numero di punti in una stagione: 75 – Mamelodi Sundowns (1998-1999), (1999-2000) e Kaizer Chiefs (1998-1999)

## Loghi

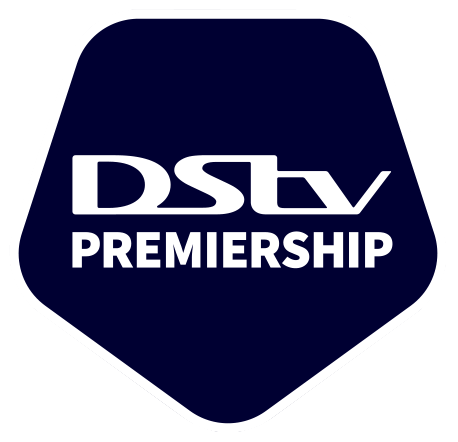
Composit logo della Dstv Premiership usato dal 2020 al 2024